# Dan-David-Preis
Der Dan-David-Preis ist eine mit je einer Million Dollar dotierte Auszeichnung, welche die Dan-David-Stiftung und die Universität Tel Aviv jährlich an drei Empfänger für herausragende Beiträge in den Bereichen Wissenschaft, Technik, Kultur oder im Sozialwesen verleihen. Es gibt drei Preiskategorien: Vergangenheit, Gegenwart und Zukunft. Die Preisträger stiften ihrerseits wiederum zehn Prozent ihres Preisgeldes an herausragende Doktoranden und Forscher auf ihrem eigenen Gebiet.
Im September 2021 gab der Dan-David-Preis bekannt, dass er seinen Schwerpunkt verlagern werde, um die Arbeit von Historikern, Kunsthistorikern, Archäologen, digitalen Humanisten, Kuratoren, Dokumentarfilmern und all jenen zu unterstützen, die unser Wissen und Verständnis der Vergangenheit vertiefen. Als Folge wird seit 2022 nicht mehr nach drei Preiskategorien unterschieden.

## Geschichte
Der Stifter Dan David (1929–2011) schloss sich in Rumänien im Alter von sechzehn Jahren einer zionistischen Jugendbewegung an. Er studierte Wirtschaftswissenschaften, wechselte dann zur Fotografie, arbeitete fürs rumänische Fernsehen und dann für eine Zeitung, die ihn entließ, als man dort von seiner zionistischen Vergangenheit erfuhr. David wanderte zunächst nach Paris aus und 1960 nach Israel. Mit 200.000 Dollar, die ihm ein Cousin geliehen hatte, erwarb David 1961 in Europa Franchise-Rechte für Fotoautomaten. Nach Filialen in Israel, Spanien, Rumänien und Italien übernahm er schließlich das ganze Unternehmen.
Im Jahr 2000 gründete David die Dan-David-Stiftung mit einem Kapital von 100 Millionen Dollar. Gründungsdirektor war Professor Gad Barzilai; heute leitet Itamar Rabinovich, ehemaliger Präsident der Universität Tel Aviv, die Stiftung. Die erste Preisverleihung fand im Mai 2001 an der Tel Aviver Universität statt; 2007 an der Pariser Oper.
Im Jahr 2016 lehnte Catherine Hall vom University College London den Dan-David-Preis ab. Sie sagte: „Es handelt sich um eine unabhängige politische Entscheidung, die ich nach zahlreichen Diskussionen mit Menschen traf, die sehr viel mit der Politik in Israel und Palästina zu tun haben.“ Das British Committee for Universities of Palestine (BRICUP) bezeichnete ihr Vorgehen als „wichtige Unterstützung der Kampagne für den Abbruch der Beziehungen mit israelischen Institutionen“.

## Preisträger

### 2002–2021
| Jahr | Thema                                                       | Preisträger                                                         |
| ---- | ----------------------------------------------------------- | ------------------------------------------------------------------- |
| 2002 | Vergangenheit – Geschichtswissenschaft                      | Warburg Library                                                     |
| 2002 | Gegenwart – Technik, Information und Gesellschaft           | W. Daniel Hillis                                                    |
| 2002 | Zukunft – Life Sciences                                     | Sydney Brenner, John E. Sulston, Robert Waterston                   |
| 2003 | Vergangenheit – Paläoanthropologie                          | Michel Brunet                                                       |
| 2003 | Gegenwart – Print und elektronische Medien                  | James Nachtwey, Frederick Wiseman                                   |
| 2003 | Zukunft – Kosmologie und Astronomie                         | John N. Bahcall                                                     |
| 2004 | Vergangenheit – Städte: historisches Erbe                   | Rom, Istanbul, Jerusalem                                            |
| 2004 | Gegenwart – Führungsstärke: unsere Welt verändern           | Klaus Schwab                                                        |
| 2004 | Zukunft – Neurologie                                        | Robert H. Wurtz, Amiram Grinvald, William Newsome                   |
| 2005 | Vergangenheit – Archäologie                                 | Graeme Barker, Israel Finkelstein                                   |
| 2005 | Gegenwart – darstellende Künste: Film, Theater, Tanz, Musik | Peter Brook                                                         |
| 2005 | Zukunft – Materialwissenschaft                              | Robert Langer, George Whitesides, C. N. R. Rao                      |
| 2006 | Vergangenheit – Musik                                       | Yo-Yo Ma                                                            |
| 2006 | Gegenwart – Journalismus                                    | Magdi Allam, Mónica González Mújica, Adam Michnik, Goenawan Mohamad |
| 2006 | Zukunft – Krebs                                             | John Mendelsohn, Joseph Schlessinger                                |
| 2007 | Vergangenheit – Historiker                                  | Jacques Le Goff                                                     |
| 2007 | Gegenwart – zeitgenössische Musik                           | Pascal Dusapin, Zubin Mehta                                         |
| 2007 | Zukunft – Energieversorgung                                 | James E. Hansen, Jerry Olson, Sarah Kurtz                           |
| 2008 | Vergangenheit – kreative Darstellung der Vergangenheit      | Amos Oz, Tom Stoppard, Atom Egoyan                                  |
| 2008 | Gegenwart – Verantwortung fürs Allgemeinwohl                | Al Gore                                                             |
| 2008 | Zukunft – Geowissenschaft                                   | Ellen Mosley-Thompson und Lonnie G. Thompson, Geoffrey Eglinton     |
| 2009 | Vergangenheit – Astrophysik – Geschichte des Universums     | Paolo de Bernardis, Andrew E. Lange, Paul Richards                  |
| 2009 | Gegenwart – Führungsqualität                                | Tony Blair                                                          |
| 2009 | Zukunft – Globale Public Health                             | Robert Charles Gallo                                                |
| 2010 | Vergangenheit – Marsch zur Demokratie                       | Giorgio Napolitano                                                  |
| 2010 | Gegenwart – Literatur: Wiedergabe des 20. Jahrhunderts      | Margaret Atwood, Amitav Ghosh                                       |
| 2010 | Zukunft – Computer und Telekommunikation                    | Leonard Kleinrock, Gordon Moore, Michael O. Rabin                   |
| 2011 | Vergangenheit – Evolution                                   | Marcus Feldman                                                      |
| 2011 | Gegenwart – Kino und Gesellschaft                           | Ethan und Joel Coen                                                 |
| 2011 | Zukunft – Altern, sich der Herausforderung stellen          | Cynthia Kenyon, Gary Ruvkun                                         |
| 2012 | Vergangenheit – Geschichte/Biografie                        | Robert Conquest, Martin Gilbert                                     |
| 2012 | Gegenwart – Plastik (Kunst)                                 | William Kentridge                                                   |
| 2012 | Zukunft – Genomforschung                                    | David Botstein, Eric Lander, J. Craig Venter                        |
| 2013 | Vergangenheit – klassische Philosophie                      | Geoffrey Lloyd                                                      |
| 2013 | Gegenwart – zeitgenössische Philosophie                     | Michel Serres, Leon Wieseltier                                      |
| 2013 | Zukunft – präventive Medizin                                | Alfred Sommer, Esther Duflo                                         |
| 2014 | Vergangenheit – Geschichte                                  | Krzysztof Czyzewski, Pierre Nora, Saul Friedlander                  |
| 2014 | Gegenwart – Demenz                                          | John A. Hardy, Peter St. George-Hyslop, Brenda Milner               |
| 2014 | Zukunft – künstliche Intelligenz                            | Marvin Minsky                                                       |
| 2015 | Vergangenheit – Historiker und ihre Quellen                 | Peter R. Brown, Alessandro Portelli                                 |
| 2015 | Gegenwart – Informationsrevolution                          | Jimmy Wales                                                         |
| 2015 | Zukunft – Bioinformatik                                     | Michael Waterman, David Haussler, Cyrus Chothia                     |
| 2016 | Vergangenheit – Gesellschaftsgeschichte                     | Inga Clendinnen, Catherine Hall (Preis abgelehnt), Arlette Farge    |
| 2016 | Gegenwart – Armutsbekämpfung                                | Anthony Atkinson, François Bourguignon, James Heckman               |
| 2016 | Zukunft – Nanowissenschaften                                | Paul Alivisatos, Chad Mirkin, John Pendry                           |
| 2017 | Vergangenheit – Archäologie und Naturwissenschaft           | Svante Pääbo, David Reich                                           |
| 2017 | Gegenwart – Literatur                                       | Jamaica Kincaid, Abraham B. Jehoshua                                |
| 2017 | Zukunft – Astronomie                                        | Neil Gehrels, Shrinivas Kulkarni, Andrzej Udalski                   |
| 2018 | Vergangenheit – Geschichte der Wissenschaft                 | Lorraine Daston, Evelyn Fox Keller, Simon Schaffer                  |
| 2018 | Gegenwart – Bioethik                                        | Ezekiel Emanuel, Jonathan Glover, Mary Warnock                      |
| 2018 | Zukunft – Personalisierte Medizin                           | Carlo M. Croce, Mary-Claire King, Bert Vogelstein                   |
| 2019 | Vergangenheit – Makrogeschichte                             | Kenneth Pomeranz, Sanjay Subrahmanyam                               |
| 2019 | Gegenwart – Verteidigung der Demokratie                     | Michael Ignatieff, Reporter ohne Grenzen                            |
| 2019 | Zukunft – Kampf gegen den Klimawandel                       | Christiana Figueres                                                 |
| 2020 | Vergangenheit – Kulturerhalt und Wiederbelebung             | Lonnie G. Bunch III, Barbara Kirshenblatt-Gimblett                  |
| 2020 | Gegenwart – Geschlechtergleichheit                          | Gita Sen, Debora Diniz                                              |
| 2020 | Zukunft – Künstliche Intelligenz                            | Demis Hassabis, Amnon Shashua                                       |
| 2021 | Vergangenheit – Geschichte der Gesundheit und Medizin       | Alison Bashford, Katharine Park, Keith Wailoo                       |
| 2021 | Gegenwart – Gesundheitswesen                                | Anthony Fauci                                                       |
| 2021 | Zukunft – Molekularmedizin                                  | Zelig Eshhar, Carl June, Steven Rosenberg                           |

### Seit 2022
| Jahr | Preisträger |
| ---- | --- |
| 2022 | Mirjam Brusius – Bartow Elmore – Tyrone Freeman – Verena Krebs – Efthymia Nikita – Nana Oforiatta Ayim – Kristina Richardson – Natalia Romik – Kimberly Welch               |
| 2023 | Saheed Aderinto – Ana Antic – Karma Ben Johanan – Elise K. Burton – Adam Clulow – Krista Goff – Stephanie E. Jones‑Rogers – Anita Radini – Chao Tayiana Maina               |
| 2024 | Keisha Blain – Benjamin Brose – Cécile Fromont – Cat Jarman – Daniel Jütte – Stuart McManus – Kathryn Olivarius – Katarzyna Person – Tripurdaman Singh                      |
| 2025 | Abidemi Babatunde Babalola - Mackenzie Cooley - Bar Kribus - Fred Kudjo Kuwornu - Dmitri Levitin - Beth Lew-Williams - Hannah Marcus - Alina Șerban - Caroline Sturdy Colls |